# Kaimganj
Kaimganj è una suddivisione dell'India, classificata come municipal board, di 31.127 abitanti, situata nel distretto di Farrukhabad, nello stato federato dell'Uttar Pradesh. In base al numero di abitanti la città rientra nella classe III (da 20.000 a 49.999 persone).

## Geografia fisica
La città è situata a 27° 34' 0 N e 79° 20' 60 E e ha un'altitudine di 143 m s.l.m..

## Società

### Evoluzione demografica
Al censimento del 2001 la popolazione di Kaimganj assommava a 31.127 persone, delle quali 16.790 maschi e 14.337 femmine. I bambini di età inferiore o uguale ai sei anni assommavano a 4.780, dei quali 2.544 maschi e 2.236 femmine. Infine, coloro che erano in grado di saper almeno leggere e scrivere erano 19.798, dei quali 11.421 maschi e 8.377 femmine.